# Liste der Nummer-eins-Hits in den Hot Dance Club Charts (2010)
| Singles |
| --- |
| - Lady Gaga – Bad Romance - 2 Wochen (26. Dezember 2009 – 8. Januar 2010) - Janet Jackson – Make Me - 1 Woche (9. Januar – 15. Januar) - David Guetta feat. Estelle – One Love - 1 Woche (16. Januar – 22. Januar) - Noferini & Marini vs. Sylvia Tosun – Push N Pull - 1 Woche (23. Januar – 29. Januar) - Lola feat. Pitbull – Fresh Out the Oven - 1 Woche (30. Januar – 5. Februar) - Shakira – Did It Again (Lo Hecho Esta Hecho) - 1 Woche (6. Februar – 12. Februar) - Beyoncé – Why Don’t You Love Me - 1 Woche (13. Februar – 19. Februar) - Rihanna – Russian Roulette - 1 Woche (20. Februar – 26. Februar) - Lady Gaga feat. Beyoncé – Telephone - 1 Woche (27. Februar – 5. März) - Rihanna feat. Jeezy – Hard - 1 Woche (6. März – 12. März) - Kristine W – The Power of Music - 1 Woche (13. März – 19. März) - Kelis – Acapella - 1 Woche (20. März – 26. März) - Sun – Fancy Free - 1 Woche (27. März – 2. April) - Jennifer Lopez – Loboutins - 1 Woche (3. April – 9. April) - Selena Gomez & the Scene – Naturally - 1 Woche (10. April – 16. April) - Yoko Ono – Give Me Something - 1 Woche (17. April – 23. April) - Blake Lewis – Heartbreak on Vinyl - 1 Woche (24. April – 30. April) - Goldfrapp – Rocket - 1 Woche (1. Mai – 7. Mai) - Beyoncé feat. Lady Gaga – Video Phone - 1 Woche (8. Mai – 14. Mai) - Rihanna – Rude Boy - 1 Woche (15. Mai – 22. Mai) - Charice feat. Iyaz – Pyramid - 1 Woche (23. Mai – 29. Mai) - The Black Eyed Peas – Imma Be - 1 Woche (30. Mai – 4. Juni) - Delerium feat. Kreesha Turner – Dust in Gravity - 1 Woche (5. Juni – 11. Juni) - David Guetta & Chris Willis feat. Fergie & LMFAO – Gettin’ Over You - 1 Woche (12. Juni – 18. Juni) - Christina Aguilera – Not Myself Tonight - 1 Woche (19. Juni – 25. Juni) - Erika Jayne – Pretty Mess - 1 Woche (26. Juni – 2. Juli) - Lady Gaga – Alejandro - 1 Woche (3. Juli – 9. Juli) - Kelly Rowland feat. David Guetta – Commander - 1 Woche (10. Juli – 16. Juli) - Alexis Jordan – Happiness - 1 Woche (17. Juli – 23. Juli) - Wynter Gordon – Dirty Talk - 1 Woche (24. Juli – 30. Juli) - Goldfrapp – Alive - 1 Woche (31. Juli – 6. August) - Kesha – Your Love Is My Drug - 1 Woche (7. August – 13. August) - Kylie Minogue – All the Lovers - 1 Woche (14. August – 20. August) - Katy Perry feat. Snoop Dogg – California Gurls - 1 Woche (21. August – 27. August) - Enrique Iglesias feat. Pitbull – I Like It - 1 Woche (28. August – 3. September) - Scissor Sisters – Fire with Fire - 1 Woche (4. September – 10. September) - Taio Cruz – Dynamite - 1 Woche (11. September – 17. September) - Dave Audé feat. Isha Coco – Figure It Out - 1 Woche (18. September – 24. September) - Yoko Ono – Wouldnit (I’m a Star) - 1 Woche (25. September – 1. Oktober) - Ne-Yo – Beautiful Monster - 1 Woche (2. Oktober – 8. Oktober) - Christina Aguilera – You Lost Me - 1 Woche (9. Oktober – 15. Oktober) - Katy Perry – Teenage Dream - 1 Woche (16. Oktober – 22. Oktober) - Kaci Battaglia feat. Ludacris – Body Shots - 1 Woche (23. Oktober – 29. Oktober) - Kylie Minogue – Get Outta My Way - 1 Woche (30. Oktober – 5. November) - Donna Summer – To Paris with Love - 1 Woche (6. November – 12. November) - Rihanna – Only Girl (In the World) - 1 Woche (13. November – 19. November) - The Ting Tings – Hands - 1 Woche (20. November – 26. November) - La Roux – In for the Kill - 1 Woche (27. November – 3. Dezember) - Katy Perry – Peacock - 1 Woche (4. Dezember – 10. Dezember) - Richard Vission & Static Revenger starring Luciana – I Like That - 1 Woche (11. Dezember – 17. Dezember) - Duck Sauce – Barbra Streisand - 1 Woche (18. Dezember – 24. Dezember) - Shakira feat. Dizzee Rascal – Loca - 1 Woche (25. Dezember – 31. Dezember) |